# Tôn Phiêu Dương
Tôn Phiêu Dương (tiếng Trung: 孙飘扬; sinh năm 1958) là một ông trùm dược phẩm và là tỷ phú người Trung Quốc, Chủ tịch Hội đồng quản trị Công ty Y dược Hằng Thụy.

## Tiểu sử
Tôn Phiêu Dương sở hữu bằng Cử nhân Đại học Dược Trung Quốc và bằng Tiến sĩ Đại học Nam Kinh.
Sau khi tiếp quản hãng dược quốc doanh Hằng Thụy Giang Tô vào năm 1990, ông đã lèo lái công ty trở thành một trong những nhà sản xuất thuốc chống bệnh lây nhiễm và bệnh ung thư lớn nhất Trung Quốc.
Ông Tôn kết hôn với bà Chung Huệ Quyên (钟慧娟, cũng là một tỷ phú với giá trị tài sản (tháng 5 năm 2021) là 19,7 tỷ đô la Mỹ), vị nữ Chủ tịch của hãng sản xuất thuốc Hansoh Pharmaceutical. Họ có với nhau một đứa con tên là Tôn Viễn (孙远).